# موصل آر سي أي

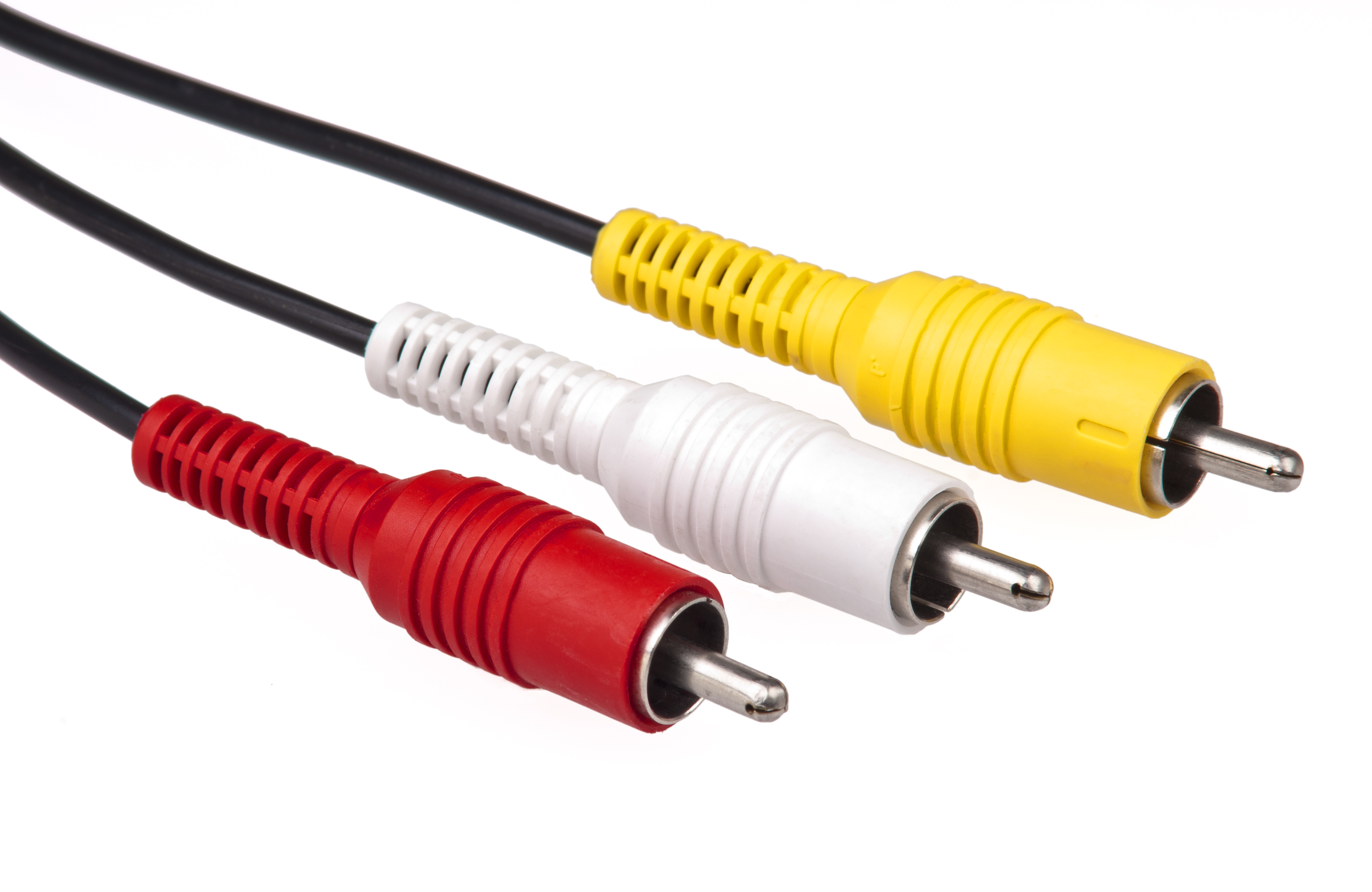
قوابس آر سي أي الملونة فالأصفر لفيديو و الأحمر و الأبيض لصوت

موصل آر سي أي و هو موصل متداول يوصل الفيديو والصوت.

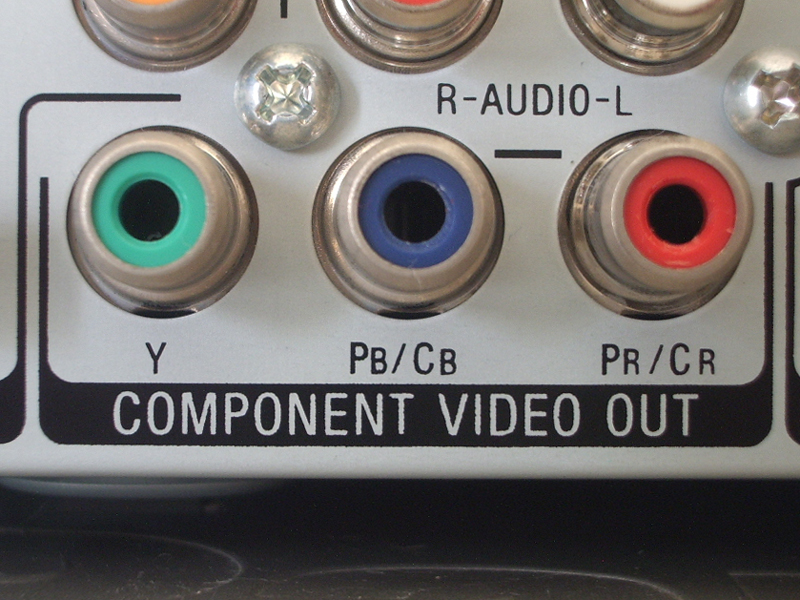
مقابس لتوصيل موصلات آلار سي أي.